# Canyonmaus
Die Canyonmaus (Peromyscus crinitus) ist ein im westlichen Nordamerika verbreitetes Nagetier in der Gattung der Weißfußmäuse. Verschieden Populationen auf Inseln wurden zeitweilig als Unterarten geführt und sind laut Mammal Species of the World (2005) Synonyme der Art.

## Merkmale
Ausgewachsene Exemplare sind ohne Schwanz 73 bis 85 mm lang, die Schwanzlänge beträgt 82 bis 118 mm und das Gewicht variiert zwischen 17 und 24 g. Die Hinterfüße sind 18 bis 23 mm lang und die Läge der Ohren ist 15 bis 22 mm. Die größten Exemplare leben im nördlichen Teil des Verbreitungsgebiets. Die Haare des Fells der Oberseite sind an den Wurzeln violett und dann ockerfarben, braun, rötlich oder schwarz, was ein gesprenkelt hellbraunes Aussehen erzeugt. Das Fell der Unterseite ist heller bis weiß. Der Schwanz ist in eine dunkle Oberseite und eine helle Unterseite aufgeteilt. Die meisten Exemplare haben weiße Füße, doch bei einer Population sind sie schwarz.

## Verbreitung
Das Verbreitungsgebiet reicht von Oregon, dem südlichen Idaho und dem Süden Wyomings bis in den Norden der Halbinsel Niederkalifornien und in das nordwestliche Sonora in Mexiko. Die Canyonmaus bewohnt trockene felsige Regionen mit einem spärlichen Bewuchs aus Büschen und Gräsern.

## Lebensweise
Die nachtaktiven Exemplare ernähren sich von Pflanzensamen, Früchten, grünen Pflanzenteilen, Insekten und anderen Kleintieren. In der warmen Jahreszeit können bei Weibchen durchschnittlich 2,5 Würfe vorkommen. Ein Wurf besteht aus bis zu fünf Neugeborenen.

## Gefährdung
Die IUCN listet die Art als nicht gefährdet (least concern) aufgrund fehlender Bedrohungen und einer stabilen Gesamtpopulation.